# 徐北文
徐北文（1924年4月29日—2005年12月22日），著名学者，山东省文史馆馆员，第八届全国人大代表，被誉为“当代济南首席名士”。

## 生平
1924年生于山东泰安县城内祖宅，父母都是教师，舅父和外祖父也是教师。
父亲徐芝房（1900—1972）早年就读于山东省立第六中学（即现今菏泽一中），后考入北京大学哲学系，毕业后历任临清中学、曹州南华中学、山东省立一中、省立高级中学教师。1932年至抗日战争爆发，曾任泰安简易乡村师范校长。
母亲王正秋（1898—1988）毕业于济南女子师范学校，曾任泰安女子小学校长、泰安女子师范讲习所所长、私立建华女中教师。

## 求学生活
自幼深受家庭影响，喜好学习，求知欲强。少年时徐北文曾跟父亲学习古代文史，打下了牢固的古文献知识基础。青年徐北文先后就读于济南正谊中学、南京国立师范文史专修科等，不仅潜心学业，还涉猎各种文学艺术活动。
1948年徐北文奔赴潍坊进入华东大学学习，1949年1月毕业于华东大学。

## 执教经历
1949年初徐北文于华东大学毕业后，留校担任华大教务长、左联前辈雪苇先生的助教，从事文学理论的教学和研究。济南解放后，他随校迁来济南，任华东大学演出委员会（文艺系的前身）副主任委员，指导学生进行文艺演出。后来华大南下，他留在华大附中（后改为山东省实验中学）任语文教师，兼任济南市戏剧研究会主任委员、中国戏剧家协会山东分会筹备会员。
1953年徐北文奉命参加济南教师进修学院（即现今济南教育学院）筹建工作，担任现代文学课程，全力以赴地投入了中学教师培训工作。在此期间，他自编了现代文学讲义，并在《文艺报》等刊物发表多篇论文。

## 遭受政治运动冲击
从1955年起之后二十余年间的多次政治运动都波及到徐北文。他在坎坷艰难之中度过了自己三十一岁至五十五岁的黄金时期。
1955年反胡风运动时，徐北文受牵连被错认为“胡风分子”。6月9日，他被软禁到济南市升平街新民旅馆，隔离审查长达八个月。问题澄清后，他返回学校继续教课。
1958年反右运动时，徐北文被错划为右派，下放到林场苗圃劳动。在劳动之余他仍挤出时间学习，自修植物学、园艺学，结合实践研读农业科技书籍。
文化大革命期间，他被打成“牛鬼蛇神”、“黑权威”，蹲牛棚，遭批斗，饱经磨难。曾被改派到济南第五十中学教农业课、语文课，但他很快就掌握了剪枝嫁接等果树栽培技术，并代济南市教育局编写了农业课的补充教材《果树管理》。
在这二十四年间，虽然迭遭变故，被剥夺了正常的教学与写作的权利，但他依然坚强乐观，勤勉好学，抓紧点滴时间读书治学。
1978年党的十一届三中全会后落实政策，徐北文恢复了工作并重返济南教育学院任教。

## 学术研究
在古代文学和地方志研究方面，徐北文提出了若干理念与方法：
1. 跳出地方志、山志的狭小区域，主张从民族学、民俗学、宗教学、美学以及历史学等更广阔的角度研究泰山，呼吁建立“泰山学”。
2. 率先披阅史籍，钩沉资料，撰写了《济南通史》、《济南简史》和《济南史话》，基本上廓清了济南地区的历史发展脉络。
3. 研究齐鲁文化，著有《灿烂的古代文化》、《齐鲁是中华诗学之源》、《齐地文学与民俗》、《齐长城与孟姜女的故事》等论著，对于繁荣齐鲁文化的研究有开山引路之功。
4. 研讨齐鲁文化人物，弘扬乡贤的功绩，探寻乡贤的踪迹。
5. 参与济南市的文物保护、园林规划，为美化泉城做出了很大的贡献。

## 晚年
徐北文于2005年12月22日逝世，享年81岁。

## 主要著作
在山东省实验中学教语文时，徐北文密切结合教学，出版了《怎样写作》、《基本语法讲话》、《青年阅读文选》等语文读物。徐北文一贯重视基础知识的学习与掌握，喜欢写作这方面的辅导读物。而且他善于把学术性与知识性结合起来，出版了许多基础知识辅导读物，如《古文观止今译》、《唐诗观止》、《李清照全集评注》、《二安词选》等等。
徐北文在中国古代文学史、齐鲁文化、济南历史文化等方面都有研究，先后出版了《先秦文学史》、《济南风情》、《灿烂的古代文化》、《济南简史》、《徐北文文集》、《海岱小品》、《大舜传》、《济南史话》、《济南竹枝词》、《济南吟赞》、《古典诗歌知识》、《续古文观止今译》、《贞观政要译注》、《<诗经>中的山东诗歌》等学术专著。
他的《先秦文学史》，是新中国第一部断代文学史，钱锺书曾评价：“观大著于古书源流正变，了然胸中。”
《徐北文文集》和《海岱小品》两书出版后颇获好评，季羡林称其“文采斐然，考证精详”。邓友梅也评价：“学问广博，文章纯美”，是“近年很少见到的有深入研究而不浮躁的好文章”。